# ライトブリンガー
『ライトブリンガー』(LIGHT BRINGER)はタイトーから1994年にリリースされたアーケードゲームである。魔神復活を企む「ヴェノム」にさらわれた王女を助けるアクションゲーム。日本国外版のタイトルはDUNGEON MAGIC。

## ゲーム概要
8方向レバー、2ボタン（Aで攻撃、Bでジャンプ）で操作し、敵を倒しながら進んでいく。疑似3Dのクォータービューで8方向に移動できるが、プレイヤーキャラは基本的に左右どちらかの方向にしか攻撃できない（敵は上下や斜めからも攻撃方法を持っているものがいる）。
最初から出口が解放されている部屋もあるが、大抵は複数の敵を倒す、もしくはフロア内のスイッチなどのギミックを押さないと出口が開かず、先に進めない。レバーは同じ方向に2回入力するとダッシュし、その状態で攻撃ボタンを押すとダッシュ攻撃を行うことができる。敵に一定距離接近すると掴むことができ、その状態でレバーを左右どちらかに入れながら攻撃ボタンを押すことで投げ技をかけることができる。攻撃ボタンを押し続けることで溜めを作ることができ、充分に溜まったところで離すと溜め攻撃を出すことができる。溜め攻撃には段階があり、白い光の間に離すと1段階目、黄色の光まで充分に溜めると2段階目の溜め攻撃が使用できる。攻撃とジャンプを同時押しすることで、マジックアイテムを消費して必殺技（性能でいえば超必殺技）を使うことができる（初期数は3個）。
ゲーム開始時に剣士のアッシュ、旅の修行戦士グレン、エルフのシスティー、魔法使いのヴォルドの4人から選択する。2～4人プレイ時はキャラの重複は出来ない。キャラクターは経験値=スコアによってレベルアップし、同時にある程度の体力の回復、体力最大値の向上が行われる（最大レベルは9まで上げることが出来る）。レベルによって攻撃力上昇や溜め攻撃を出すための溜め時間の短縮効果も得られるため、できる限りレベルアップしていくことが有利に進行するコツである。敵を倒すだけではなかなか高いスコアを得ることができないため、後述のアイテム探しが重要なポイントとなってくる。
ステージには様々な仕掛けがあり、木箱などを壊す事によってアイテムが出現する。アイテムなどには特殊武器、規定回数によって防御が出来る盾、得点アイテムや体力回復アイテムなどがある。
このゲームは時間制限があり、次の部屋へ進めばタイムが加算される。ただし最大でも2分までしか保有できない。全4ステージ。

## ミスの条件
以下の条件でミスとなる。
- ライフが0になる。
- タイマーが0になる。

## キャラクター
本作のキャラクターの相関関係は作中の会話シーンやエンディングにて反映されている。

### プレイヤーキャラクター
アッシュ
行方不明の父を捜し求める剣士。メイン武器は剣。必殺技は「バーサーク」で、一定時間無敵になり移動しながら剣を振り回す。移動方向はレバーで制御可能。
溜め攻撃でダウンを奪いにくい上に隙があり、唯一ダッシュ攻撃でダウンを奪えないので使いこなすには慣れがいる。通常攻撃もやや隙が大きく、不利な場面も多々あるため使いこなせないと強さが実感できないキャラクターだが、投げ技の背負い投げは比較的扱いやすい。
グレン
武者修行の旅の最中偶然町に立ち寄り、事件に遭遇した東洋より来た戦士の男。メイン武器は小手。必殺技は「爆破陣」で、無敵になりつつ自分の周りを爆発によって攻撃する。溜め攻撃はもう一つの武器である刀で前方に振り下ろす「一刀両断」。投げ技は自分の現在向いている方向によって投げの種類が異なる。
システィー
一族の村を襲った魔物を追っているエルフの女性。メイン武器は弓。必殺技は「精霊召喚」で、ある程度の時間無敵になりながら自分を中心に渦巻きを描くように精霊を召喚して攻撃する。
通常攻撃は足技系。溜め攻撃は弓による遠距離攻撃。道中でウィリアム・テルを匂わせるイベントも。
属性武器を入手しても通常攻撃の性能に反映されなく、全体的に攻撃力が低めであり、投げ技の性能のクセも強いため、上級者向けキャラクターと言える。
ヴォルド
邪神に魂を売ったかつての弟子の暴走を止める為に戦う魔法を扱う魔術師の老人。メイン武器は杖。必殺技は「メテオストライク」で、無敵になりながら自分の周りに隕石を複数個降らせて攻撃する。
杖によって溜め攻撃のエフェクトや効果が異なる。

### 敵キャラクター
アマゾン
ヴェノムの手下。金髪で黄と緑の装備をつけたタイプと、黒髪で白と銀の装備をつけたタイプが存在しており、短剣で切りかかったり、トラースキックを繰り出してプレイヤーに襲い掛かってくる。
ダークナイト
邪悪な鎧に身を包んだ騎士。武器は手元を離れると自動的に戻ってくる魔力を持った剣とビームを吐き出す悪魔の顔が付いた盾。体術も得意なようで、武器と盾を落とすと手元に戻ってくるまで強引に近づいてきて、組み合ってからの投げを狙ってくる。
その正体は行方不明となっているアッシュの父で、ヴェノムに記憶を操られている。
クイーンスパイダー
霊力を奪われ、儀式魔法によって姿を変えた水の精霊フォンティーヌの成れの果て。優しかった性格は邪悪な心に支配され凶暴となる。両手の鎌と動きを止める髪の毛が武器。戦いの中盤子クモを生み出してくる。体力が減ると両手の鎌は千切れるが、それでも髪による攻撃を止めない。
レッサーデーモン
ヴェノムのペット。ボス以外の役割は飛行能力を活かして王女の身柄を運ぶために用いられている。ボスとして君臨した時は主に長い手での引っ掻き攻撃と手からビームを放ったりする。魔石の力を借りてパワーアップしており、周囲を回る魔石にも攻撃判定がある為厄介。
ヴェノム
本作における一連の凶事の元凶。かつてはヴォルドの弟子だったが邪神に魂を売り、魔神を復活させようと企む魔法使い。魔神の生贄のための王女の誘拐、フォンティーヌの霊力を奪い取り魔物に変えるなどの様々な悪事を行った。いよいよ魔神を復活させた直後、眠りを妨げられた事に怒った魔神からの制裁を受け、命を落とす。プレイヤーキャラクターとの直接の戦闘はない。
ザ・デモンロード
古の時代に世界を滅ぼさんと力を奮い、多大な犠牲を出した後に封印された魔神。名前は「ダイナスティ」と呼ばれている。武器は両手に持った剣だが魔力を用いて攻撃をするため魔法属性のダメージを喰らう事が多い。赤い炎を身にまとう突進攻撃、地面に剣を刺して放出する青い炎攻撃、雷属性を持った飛び道具のボールやワープ技など多彩な魔法を使う。それらの能力は世界を滅ぼせるほどの力を持っている。

### その他のキャラクター
王女
魔神の生贄のためにヴェノムに誘拐された、容姿端麗、礼儀と気品も持つ女性。エンディングにてグレンに一目ぼれして告白する。
フォンティーヌ
システィとは古くからの友人の水の精霊。強大な霊力を持っているため、ヴェノムから魔神復活のためのターゲットにされる。本来は心優しく人々からも慕われる美しい精霊であるが、霊力を奪われた後、儀式魔法によって姿をクイーンスパイダーに変えさせられる。
バード
物語の語り部となる吟遊詩人でクレジット投入時にプレイヤーをこの世界へ誘う案内役とエンディングでエピローグを語っている。この人物のみライトブリンガーの世界のキャラクターとの相関関係が一切不明の人物である。ヴォルドのマジックキャンドル使用時に召還されるが、ヴォルドとの関連性も不明である。

## ステージ紹介
冒険者の宿
最初のステージ、中ボスはジャイアントスネーク、ボスはダークナイト。
水の精霊 フォンティーヌの神殿
第2ステージ、中ボスはキングバイパー、ボスはクイーンスパイダー。
北の廢虛 バレノア
第3ステージ、魔石を3つ開放すると強制的にボス部屋に移動する。ボスはレッサーデーモン。
魔神の間
最終ステージ。中ボスはダークナイト（2回目）。倒せば最強の武器が入手（ただし、アッシュのみ）。最後のボスはザ・デモンロード。

## アイテム
メイン武器以外でもう片方の手に持つ事ができる物は手にした場合、投げ技などの近接攻撃ができなくなる。
メイン武器
プレイヤーキャラクターが扱うメイン武器には大まかに分けるとそれぞれ無属性、炎属性、氷属性、雷属性、聖属性、力属性（通常攻撃は無属性だがランダムでクリティカルヒットが発生する紫色の武器）の6属性が存在する。敵によっては弱点の属性が存在するのでそれらを生かして攻撃を行うと大ダメージを与える事が可能である。なお聖属性の武器はアッシュは最終ステージのダークナイト戦後、アッシュ以外は第3ステージのとある場所にて1回だけしか入手できない（オールクリア後の隠しイベントでも入手できるが、もう戦闘がないのでほぼ無意味）。現在所持している属性と同じメイン武器を拾うと得点になる。
サブ武器
メイン武器以外に入手できる武器（たいまつも含む）はいずれも投擲武器に属する物である。武器によっては直線に飛んだり放物線を描いて飛んだりする。ほとんどの武器は1回での使い切りだがクロスボウに関しては5回使用できる。なお、力の武器を使用している時はサブ武器の攻撃力が大幅に上昇する。
盾
これを持っていると敵の攻撃を自動的に防ぎ、ノーダメージにしてくれる。ただし盾の種類によって1回から5回までと防げる回数が異なる。基本的に盾が大きく豪勢な飾りがあるほど防げる回数が多い。
得点アイテム
邪竜像や石柱等を壊したりする事で出現。
宝石類や偶像やがこれらに該当し、たくさん取る事によってレベルアップする機会が増える。
回復アイテム
主に樽に入っている事が多い。
食料やポーションがこれらに該当し、ポーションや肉類や大きい食料であれば回復量が多い。
マジックキャンドル
これを手にしていると溜め攻撃の2段階目が特殊攻撃になる。内容は以下の通りである。
- アッシュ - 氷属性のオーラを纏った剣での飛び道具。
- グレン - ファイヤーブレス、リーチは短い。
- システィ - ピクシー召還。召還されたピクシーはホーミング性能をもつ攻撃。
- ヴォルド - バード召還。召還されたバードは音楽を鳴らして敵の動きを止めてくれる。

マジックストック
これを取ると必殺技のストック数が1つ増える。

## テクニック
百段攻撃
Aボタンを連打することで最大４段まで連続技を出すが、４段目を出さないようにタイミングよくボタンを押し続ける事で成立する。反撃の遅い敵ならハメる事が可能。

## 移植作品
- PlayStation 2版 - 2005年7月28日発売のタイトーメモリーズ 上巻に収録[2][3]。
- イーグレットツー ミニ版 - 2022年12月22日発売の専用SDカード「アーケードメモリーズVol1」に収録。